# Pratt & Whitney J75
Pratt & Whitney J75 (tovární označení: JT4A) byl proudový motor s axiálním kompresorem, který poprvé vzlétnul jako pohonná jednotka letounu v roce 1955. Motory měly základní tah 75 kN. Jednalo se v podstatě o většího bratra motorů Pratt & Whitney J57 (JT3C). Motor byl znám i ve své civilní komerční verzi pod označením JT4A a také v roli „neleteckých“ proudových motorů (turbín) GG4 a FT4, které byly určeny pro pohon lodí a elektrických generátorů.

## Vývoj a popis

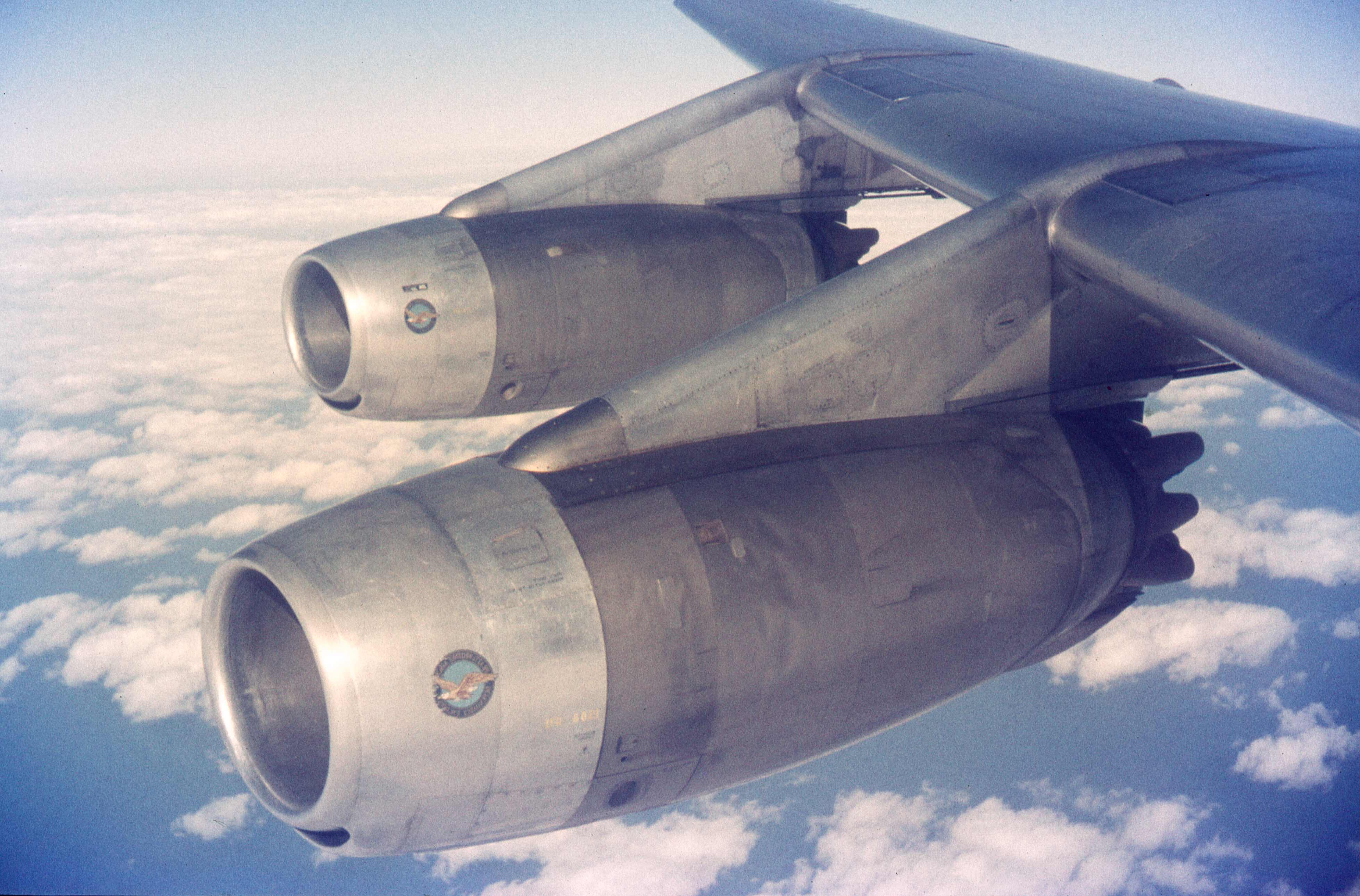
Dva motory JT4A na letounu DC-8 společnosti KLM

Ve své vojenské verzi byly motory J75 použity na letounech Lockheed U-2, Republic F-105 Thunderchief a Convair F-106 Delta Dart. Byly také využity na prototypech a experimentálních strojích Lockheed A-12, North American F-107, Vought XF8U-3 Crusader III, Martin P6M SeaMaster a Avro Canada CF-105 Arrow.
Před příchodem dvouproudových motorů Pratt & Whitney JT3D motory sloužily k pohonu některých modelů letounů Boeing 707 a Douglas DC-8. To přineslo zlepšení výkonů pro letouny na střední vzdálenosti Boeing 707-220 a Douglas DC-8-20 a umožnilo letounům Boeing 707-320 a Douglas DC-8-30 létat mezi kontinenty.
Motory se v letectví používaly relativně krátkou dobu, zato v použití na plavidlech se dočkaly delšího života. Odvozený motor FT4 se vyráběl v několika modelech s výkonem od 18 000 do 22 000 koní. Mezi dobře známé použití patří využití motorů u prvních turbínami poháněných válečných lodí, mezi které patří kanadské torpédoborce třídy Iroquois, kutry třídy Hamilton pro americkou pobřežní stráž a byl zvažován i pro dělové čluny US Navy třídy Asheville.
Mnoho motorů bylo také rozšířeno jako plynové turbíny na zemní plyn pro pohon generátorů elektrického proudu pro vykrývání odběrových špiček. Od roku 1960 bylo takto instalováno více než 1 000 turbín FT4 a mnohé z nich pracují dodnes, ačkoliv byly vylepšeny hlavně kvůli snížení emisí výfukových plynů.

## Varianty
- J75-P-3 – tah 73,3 kN
- J75-P-5 – tah 76,5 kN
- J75-P-13B – tah 75,6 kN
- J75-P-15W – tah 109 kN s přídavným spalováním
- J75-P-17 – tah 109 kN s přídavným spalováním
- J75-P-19W – tah 117,9 kN s přídavným spalováním a vstřikováním vody
- JT4A – verze motoru pro komerční využití

## Použití
J75 (vojenské použití)
- Avro Canada CF-105 Arrow
- Republic F-105 Thunderchief
- Convair F-106 Delta Dart
- Lockheed A-12
- Lockheed U-2
- North American F-107
- Martin P6M SeaMaster
- Vought XF8U-3 Crusader III

JT4A (civilní použití)

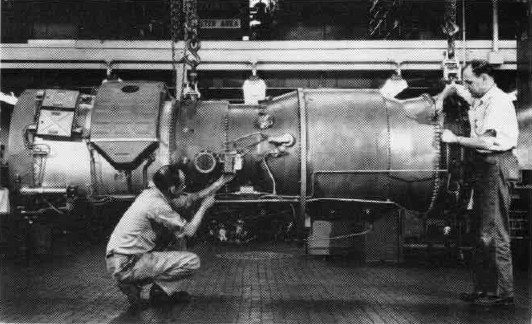
Motor US Navy J75 použitý na letounu P6M Seamaster

- Boeing 707 (verze 707-220 a 707-320)
- Douglas DC-8 (verze DC-8-20 a DC-8-30)

## Specifikace (JT4A-11)
Data pocházejí z Jane's All the World's Aircraft 1962-63, Aircraft engines of the World 1966/67, Flight:Aero Engines 1960

### Technické údaje
- Typ: proudový motor
- Délka: 3,66 m
- Průměr: 1,092 m
- Hmotnost: 2 313 kg

### Součásti motoru
- Kompresor: dvouhřídelový axiální, osmistupňový nízkotlaký a sedmistupňový vysokotlaký
- Spalovací komora: hybridní, osm spalovacích trubic, každá se šesti hořáky
- Turbína: axiální, jednostupňová vysokotlaká a dvoustupňová nízkotlaká

### Výkony
- Maximální tah:17 000 lbf (77,84 kN) při vzletu
- Průtok/hltnost vzduchu: 7 000 kg/min
- Měrná spotřeba paliva: 75,43 kg/(kN·hr
- Celkový stupeň stlačení: 12,5:1
- Poměr tah/hmotnost: 0,308 kN/kg

#### Související vývoj
- Pratt & Whitney J57/JT3C
- Pratt & Whitney JT3D/TF33
- Pratt & Whitney GG4/FT4 (anglicky)